# Grazzano Badoglio
Grazzano Badoglio est une commune de moins de 1 000 habitants située dans la province d'Asti dans le Piémont en Italie.

## Histoire
La commune, qui, jusqu'en 1939, s'appelait Grazzano Monferrato, prit le nom de Grazzano Badoglio en l'honneur de son plus célèbre enfant, le maréchal Pietro Badoglio, militaire et homme politique, et héros de la guerre d'Éthiopie, qui y naquit le 28 septembre 1871.  

## Administration
| Période                                  | Période  | Identité       | Étiquette | Qualité |
| ---------------------------------------- | -------- | -------------- | --------- | ------- |
| 14 juin 2004                             | En cours | Rosaria Lunghi |           |         |
| Les données manquantes sont à compléter. |          |                |           |         |

### Communes limitrophes
Casorzo, Grana, Moncalvo, Ottiglio, Penango